# Nexters
Nexters — европейская компания по производству видеоигр со штаб-квартирой в Лимассоле, Кипр, основанная в 2014 году в РФ. Студия наиболее известны по играм для социальных сетей и мобильных устройств Hero Wars, Island Questaway, Throne Rush, Chibi Island, и другим. Компания входит в пятерку крупнейших независимых производителей мобильных игр в Европе.

## История
В 2010 году Андрей Фадеев, руководящий студией разработки игр для социальных сетей Progrestar, познакомился с Борисом Герцовским. К 2012 году Борис Герцовский стал президентом CrazyBit, другой студии разработки игр для социальных сетей. Вскоре после этого CrazyBit и Progrestar начали сотрудничество. Команды переехали в единое офисное пространство и стали регулярно обмениваться опытом и проводить межфирменные мероприятия.
В 2013 году Progrestar выпустила стратегическую игру Throne Rush.
В 2014 году Андрей и Борис решили основать Nexters. Первой игрой студии стала Island Experiment — казуальная игра для социальных сетей.
В 2016 году Nexters открыли новый центральный офис на Кипре. В 2022 году компания открыла второй офис в Лимассоле, а также офис в Ереване, Армения, и представительство в Казахстане. В то же время они выпустили Hero Wars, ролевую экшен-игру. В 2018 году Nexters решила сосредоточиться на разработке мобильных игр.
Летом 2018 года основатели Playrix братья Игорь Бухман и Дмитрий Бухман приобрели долю в Nexters.
В 2020 году Nexters обеспечила 318 миллионов долларов дохода и 120 миллионов долларов свободного денежного потока в капитал. По состоянию на 2020 год, 35 % чистых доходов компании приходилось на США, 23 % — на Европу и 19 % — на Азию. Флагманский продукт компании, Hero Wars RPG, в 2023 году был загружен на iOS и Android 120 миллионов раз. По состоянию на 2023 год, общее количество установок игр Nexters превысило 220 миллионов.
В феврале 2021 года Nexters объявила, что выйдет на биржу Nasdaq через сделку SPAC с Kismet Acquisition One Corp. Стоимость слияния с Nexters оценивается в 1,9 миллиарда долларов. 27 августа 2021 года Nexters официально стала публичной компанией, выйдя на биржу Nasdaq под тикером GDEV. Регистрационным агентом была компания Ogier Global (BVI) Limited. Юридические услуги предоставила компания FFP (BVI) Limited.
28 июля 2021 года Nexters выпустила Chibi Island, игру в жанре farm & adventure и наследницу Island Experiment.
30 ноября 2021 года состоялся софт-лонч Island Questaway, ещё одной казуальной игры студии.
В январе 2022 года Nexters вышла на рынок мобильных шутеров и головоломок, приобретя студии Cubic Games, Royal Ark и RJ Games суммарно за 100 млн долларов.
В результате военной агрессии России против Украины и усиления западных антироссийских санкций часть разработкиков Nexters переехали в Казахстан, а филиал компании был зарегистрирован в качестве резидента «Astana Hub».
22 июня 2023 года Nexters объявила о запуске холдинга GDEV, который сосредоточится на стратегических инициативах и приобретениях в масштабах всей группы, развитии бизнеса и внутренних партнёрствах. Также целями холдинга являются расширения студий и кросс-платформенных франшиз, а каждая студия внутри холдинга сфокусируется на разработке собственных продуктов.

## Игры
| Год  | Название          | Жанр        | Платформа                           | Заметки       | Ссылка |
| ---- | ----------------- | ----------- | ----------------------------------- | ------------- | ------ |
| 2013 | Throne Rush       | Стратегия   |                                     | проект закрыт |        |
| 2014 | Island Experiment | Ферма       |                                     | проект закрыт |        |
| 2016 | Hero Wars         | Fantasy RPG | iOS, Android, Facebook, Web Browser |               |        |
| 2021 | Chibi Island      | Ферма       |                                     | проект закрыт |        |
| 2021 | Island Questaway  | Ферма       | iOS, Android, Facebook, Web Browser |               |        |
| 2023 | Puzzle Odyssey    | 3-в-ряд     |                                     | проект закрыт |        |